# Miklós Ákos
Miklós Ákos (Nick Akos) (n. 17 iunie 1911, Budapesta-d,?) a fost un scriitor și jurnalist maghiar, născut din părinți evrei, care din 1956 a trăit în Israel. Operele sale au fost republicate în limbile ebraică și maghiară la Tel Aviv; după 1962 lumea literară îi pierde  urma activității sale literare.